# アレックス・モワット
アレックス・ジェームズ・モワット（Alex James Mowatt, 1995年2月13日 - ）は、イングランド・ドンカスター出身のサッカー選手。ウェスト・ブロムウィッチ・アルビオンFC所属。ポジションはMF。

## 経歴

### クラブ
9歳でリーズ・ユナイテッドFCのアカデミーに入団し、2012年8月にクラブとプロ契約を締結。2013年8月27日のドンカスター・ローヴァーズFC戦でトップチームデビューを果たした。
2017年1月27日、同じチャンピオンシップのバーンズリーFCに2年半契約で移籍。移籍金は60万ポンドと報じられた。
2017年8月31日、オックスフォード・ユナイテッドFCに1シーズンレンタル移籍。
2021年7月2日、ウェスト・ブロムウィッチ・アルビオンFCにフリー移籍で加入し、3年契約を結んだ。

### 代表
ユース年代のイングランド代表歴がある。

## タイトル
個人
- EFLリーグ1年間ベストイレブン: 2018-19